# Kaempferia fissa
Kaempferia fissa är en enhjärtbladig växtart som beskrevs av François Gagnepain. Kaempferia fissa ingår i släktet Kaempferia och familjen Zingiberaceae.
Artens utbredningsområde är Laos. Inga underarter finns listade i Catalogue of Life.